# Jennifer Bosshard
Jennifer Bosshard (* 7. Mai 1993) ist eine Schweizer Fernsehmoderatorin beim Schweizer Radio und Fernsehen SRF.

## Leben
Bosshard studierte an der Universität Basel Geschichte und Deutsch und schloss mit dem Bachelor of Arts ab. Neben ihrem Studium war sie freiberuflich für das Ressort Kultur der Basler Zeitung tätig. Es folgte ein halbjähriges Praktikum bei der Frauenzeitschrift annabelle.
Sie arbeitete mehrere Monate als Praktikantin und ab 1. März 2018 als fest angestellte Redaktorin in der Redaktion des Boulevardmagazins G&G – Gesichter und Geschichten (damals G&G – Glanz und Gloria). Anfang Mai 2018 wurde sie Nachfolgerin von Annina Frey als Moderatorin der Sendung. Ihre erste Moderation hatte sie am 7. Mai 2018. 2025 wurde die Sendung abgesetzt.